# Neusiß
Neusiß település Németországban, azon belül Türingiában. Lakosainak száma 214 fő (2017. december 31.). Neusiß Ilmenau községgel határos.

## Népesség
A település népességének változása:

| 2017 | 214 |